# 刈和野站
刈和野站（日语：／ Kariwano eki */?）是位於秋田縣大仙市，屬於東日本旅客鐵道（JR東日本）奧羽本線的鐵路車站。

## 車站構造
站內設有一座島式月台和兩條乘車線。本站由大曲站負責管理，屬於簡易委托站。

### 月台配置
| 月台 | 路線              | 目的地         |
| ---- | ----------------- | -------------- |
| 1    | ■奧羽本線（下行） | 秋田方向       |
| 2    | ■奧羽本線（上行） | 大曲、橫手方向 |

## 利用狀況
| 乘車人員變化 | 乘車人員變化 |
| 年度         | 1日平均人數  |
| ------------ | ------------ |
| 2000         | 695          |
| 2001         | 619          |
| 2002         | 615          |
| 2003         | 614          |
| 2004         | 587          |
| 2005         | 555          |
| 2006         | 547          |
| 2007         | 535          |
| 2008         | 525          |
| 2009         | 525          |
| 2010         | 536          |
| 2011         | 525          |
| 2012         | 494          |
| 2013         | 490          |

## 历史
- 1904年（明治37年）8月21日：奧羽北線（即現奧羽本線）和田站至神宮寺站開通，此車站啟用。
- 1986年（昭和61年）11月1日：成為簡易委托站。
- 1987年（昭和62年）4月1日：因國鐵分割民營化，本站成為東日本旅客鐵道的車站。

## 車站周邊
- 秋田縣道178號刈和野停車場線
- 西仙北溫泉Yumeria
- 強首温泉
- 大仙市政廳西仙北綜合分所（前西仙北町政廳）
- 刈和野郵局
- 大仙市立西仙北圖書館
- 西仙北町運動中心
- 大町通
- Maxvalu東北刈和野店
- Maxvalu東北刈和野訓練中心（從業員研修設施）
- 秋田縣立西仙北高等學校
- 秋田自動車道西仙北智能IC
- 國道13號

### 巴士路線
- 羽後交通
  - 強首線

## 相鄰車站
東日本旅客鐵道
■奧羽本線
□快速（只限下行1班運行）
大曲 → 刈和野 → 和田
■普通
神宮寺－刈和野－峰吉川

## 相關項目
- 日本鐵路車站列表 Ka

## 外部連結
- JR東日本－刈和野站 （页面存档备份，存于）（日語）

39°32′51.5″N 140°22′20.6″E / 39.547639°N 140.372389°E